# SN 2010gu
SN 2010gu – supernowa odkryta 7 sierpnia 2010 roku w galaktyce A221923-3658. W momencie odkrycia miała maksymalną jasność 18,00m.